# سواران خستگی‌ناپذیر
سواران خستگی‌ناپذیر (به انگلیسی: The Long Riders) یک فیلم وسترن آمریکایی محصول سال ۱۹۸۰ به کارگردانی والتر هیل با بازی جیمز کیچ و استیسی کیچ است. موسیقی متن این فیلم توسط رای کودر ساخته شده‌است. کودر در سال ۱۹۸۰ از جوایز انجمن منتقدین فیلم لس آنجلس برای موسیقی متن فیلم برنده جایزه بهترین موسیقی شد. این فیلم در جشنواره فیلم کن ۱۹۸۰ حضور داشت.

### فیلمبرداری
برخی از فیلم در پاروت جورجیا فیلمبرداری شد.